# Lamproie du Pacifique
Lampetra tridentata
Espèce
La Lamproie du Pacifique, Lampetra tridentata, désormais Entosphenus tridentatus est une espèce de lamproies de la famille des Petromyzontidae. Comme tous les Agnathes, son statut de poisson est discuté.

## Description et répartition
La Lamproie du Pacifique mesure au maximum 69 cm de long et on la rencontre dans l'ouest de l'Amérique du Nord.